# Clare Smyth
Clare Smyth, née en septembre 1978 est une chef cuisinière britannique d'Irlande du Nord. 
Elle est chef du restaurant Core by Clare Smyth, ouvert en 2017, pour lequel elle a obtenu trois étoiles dans le Guide Michelin 2021. Elle est chef du restaurant Gordon Ramsay de 2012 à 2016. Elle est la première femme chef britannique à obtenir et conserver trois étoiles Michelin.
En 2018, elle est distinguée «Meilleure femme chef du monde» par le classement World's 50 Best.

## Biographie
Fille d'un père agriculteur et d'une mère serveuse dans un restaurant, Clare Smyth grandit dans une exploitation agricole dans le comté d'Antrim en Irlande du Nord. A l'âge de 15 ans, elle réalise un job d'été dans un restaurant, ce qui lui donne envie de devenir chef. A 16 ans, elle part étudier la restauration au collège Highbury à Portsmouth, et devient apprentie au Grayshott Hall, Surrey,.
Elle part ensuite travailler au restaurant Michelin House de Terrance Conran, à Londres. Après un passage en Australie, elle revient au Royaume-Uni et enchaîne les expériences. Elle travaille notamment au Waterside Inn, au Gidleigh Park et au restaurant de l'hôtel Saint-Enodoc à Rock (Cornouailles), où elle devient chef. 
En 2002, Gordon Ramsay la recrute pour son restaurant. En 2005, elle part travailler au restaurant Louis XV d'Alain Ducasse avant de revenir au restaurant Gordon Ramsay, en 2007 où elle succède à Simone Zanoni en tant que chef, ce qui fait d'elle la première femme chef au Royaume-Uni à la tête d'un restaurant triplement étoilé, et une des sept femmes à être étoilée sur un total de 121 chefs étoilés au Royaume-Uni. En 2012, elle devient « chef patron ».
En 2013 elle est distinguée Membre de l'ordre de l'Empire britannique (MBE) pour les services rendus à la filière hôtelière.
En 2016, elle quitte le restaurant Gordon Ramsay pour ouvrir son propre restaurant, Core, à Notting Hill à Londres.
En 2018, Clare Smyth est nommée « Meilleure femme chef 2018 » dans le classement World's 50 Best Restaurants et en octobre de la même année, elle reçoit deux étoiles dans le Guide Michelin 2019.
En 2021, elle reçoit la troisième étoile dans le Guide Michelin britannique.
Elle participe à une émission de la saison 13 de Top Chef en 2022.
En mai 2025, elle devient l'un des visages de la nouvelle campagne promotionnelle de la marque de champagne Dom Pérignon.